# Hermine Deurloo

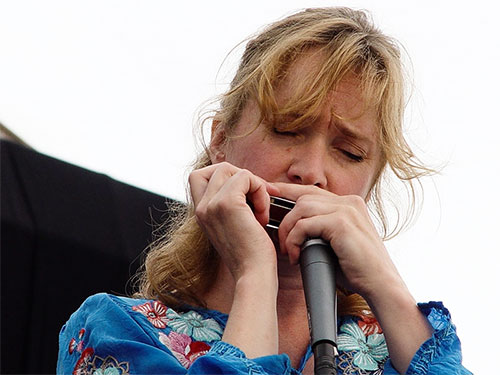
Hermine Deurloo (Aarhus Jazz Festival 2013)

Hermine Deurloo (* 8. März 1966 in Amsterdam) ist eine niederländische Mundharmonikaspielerin und Saxophonistin des Modern Jazz.

## Leben und Wirken
Deurloo, Tochter des Theologieprofessors Karel Adriaan Deurloo, begann zunächst Blockflöte zu spielen. Dann wechselte sie auf das Cello. Sie zeigte schon früh Interesse am Jazz und spielte in Ska- und Reggaebands. Sie studierte Altsaxophon am Sweelinck Konservatorium in Amsterdam. 1994 begann sie, chromatische Mundharmonika zu spielen, welche zu ihrem bevorzugten Instrument wurde.
In den folgenden Jahren arbeitete sie mit Künstlern wie Al Jarreau, Sezen Aksu, den Alessi Brothers, Han Bennink, Candy Dulfer, John Engels, Denise Jannah, dem Concertgebouw-Orchester, Loes Luca, dem Metropole Orkest, Tony Scherr, Toots Thielemans und Rembrandt Frerichs zusammen. 1997 erschien ihr erstes Soloalbum I say jazz mit John Engels am Schlagzeug.
Seit 1999 gehörte Deurloo zum Willem Breuker Kollektief, ging mit diesem auf Tournee durch Europa, Asien und Amerika, und nahm an verschiedenen Einspielungen der Gruppe wie Honger, Dorst, Misery, Jona und Faust teil. Zudem ist sie als Mundharmonikaspielerin bei Filmmusiken sowie Fernseh- und Werbeproduktionen zu hören und trat mit Andy Bruce & the Rigidly Righteous auf.
2018 gewann Deurloo den Bernie Bray Harmonica Player of the Year Award.

## Diskographie (Auswahl)
- Ricardo Insunza & Hermine Deurloo: Sozinhos, 1997
- I Say Jazz, 1998
- Crazy Clock, 2005
- Soundbite, 2007
- Live in de Tor, 2007
- Glass Fish, 2012 (mit Tony Overwater, Joshua Samson, Jesse van Ruller)
- Hermine Deurloo & Zapp4 Welling, 2015
- Riverbeast, 2019 (mit Kevin Hayes, Tony Scherr, Steve Gadd)